# Perzische kalender
| Vandaag                                          |
| ------------------------------------------------ |
| 22 maart 2025                                    |
| Perzische kalender: 2 farvardin 1404 [verversen] |

De Perzische kalender (ook bekend als Iraanse kalender of de Jalāli kalender) is een zonnekalender in gebruik in Perzië (Iran), Koerdistan en Afghanistan. Hij is meer gebaseerd op observatie dan op regels.
Elk jaar begint op de lente-equinox zoals precies wordt vastgesteld door astronomische observaties uit Teheran (of de 52.5°E meridiaan) en Kabul. Dit maakt hem accurater dan de gregoriaanse kalender, maar het is moeilijker uit te maken welke jaren schrikkeljaren zijn.

## Maanden
De moderne Perzische kalender werd ingevoerd in 1925, waarbij de namen van de maanden zijn gebaseerd op een traditionele kalender uit de 11e eeuw. De kalender bestaat uit 12 maanden, waarvan de eerste zes 31 dagen tellen, de volgende vijf 30 dagen. De laatste maand telt gewoonlijk 29 dagen en in een schrikkeljaar 30 dagen.

## Schrikkeljaren
Het systeem om schrikkeljaren te bepalen is zeer accuraat. De jaren worden gegroepeerd in een aantal cycli:
- een grote cyclus van 128 jaar, samengesteld uit kleine cycli van respectievelijk 29, 33, 33 en 33 jaar
- een grote cyclus van 132 jaar, samengesteld uit cycli van respectievelijk 29, 33, 33 en 37 jaar
- een zeer grote cyclus, samengesteld uit 21 opeenvolgende cycli van 128 jaar, gevolgd door een cyclus van 132 jaar. Totaal bevat deze cyclus 2820 jaren

Elke kleine cyclus begint met vier gewone jaren. Daarna volgt een schrikkeljaar. Daarna volgt om de vier jaar een schrikkeljaar tot en met het laatste jaar van de kleine cyclus. Voor elk van de 21 cycli van 128 jaar zijn er zo 31 schrikkeljaren. Voor de laatste grote cyclus van 132 jaar tellen we op deze manier 32 schrikkeljaren. Dit geeft in totaal (21 x 31) + 32 = 683 schrikkeljaren en 2137 normale jaren in de zeer grote cyclus. Dit geeft voor de zeer grote cyclus een gemiddelde jaarlengte van 365,24219852. Dit sluit zo goed aan bij het actuele tropische jaar van 365,24219878 dagen, dat er pas per 3,8 miljoen jaar een dag verschil zal optreden tussen de kalender en het zonnejaar.
Het patroon van normale en schrikkeljaren dat begon in 1925, zal zich pas opnieuw herhalen in het jaar 4745. De Perzische kalender is een zonnekalender en is niet gesynchroniseerd met de maanfasen.
Zonnekalender · Maankalender · Lunisolaire kalender· Biodynamische kalender